# 경기교통
경기교통(京畿交通)은 경기도 성남시의 시내버스 운송 기업이었다. 성남시 출범 직후인 1974년 시내버스 운송 사업자로 선정, 출범하여 관내 시내버스 노선들을 운행하여 오다가 2002년 9월 26일부터 성남시내버스, 경기고속, 대원고속 등에 노선을 인계한 뒤 폐업하였다. 경기고속과 대원고속 등으로 인계되었던 노선 중 일부는 신설 법인인 대원버스에 이관되어 운행 중이다.

## 역사
- 1974년 6월 20일 : 회사 설립
- 2001년 9월 : 임희손 대표이사 취임
- 2002년 9월 26일 : 최종 부도 및 폐업
- 폐업 후 3개월 동안 경기교통 노조에서 부채 청산작업의 일환으로 2번, 2-1번, 3-1번, 5번 노선을 유지 운행하였는데 이 때 버스카드 사용이 일절 되지 않았고 오로지 현금으로만 승차가 가능했음

## 운행 노선
- 1번 : 상대원동 - 구종점 - 종합시장 - (구)성남시청 - 태평역 - 복정역 - 세곡동 - 고등동 - 판교 - 수지 염광의원 (폐선)
- 2번 : 산성동 - 수정구청 - (구)성남시청 - 모란역 - 아름마을 - 이매촌 - 효자촌 - 양지마을 - 정자동 - 초림역 - 운중동 (성남시내버스가 인수)
- 2-1번 : 산성동 - 수정구보건소 - 구종점 - 종합시장 - (구)성남시청 - 모란역 - 아름마을 - 이매촌 - 효자촌 - 샛별마을 - 푸른마을.동국대한방병원 - 분당중앙고등학교 - 이마트 - 구미동 - 오리역 (성남시내버스가 인수)
- 2-2번 : 산성동 - 수정구보건소 - 구종점 - 종합시장 - (구)성남시청 - 모란역 - 매화마을 - 이매중학교 - 이매촌한신아파트 - 시범단지삼성아파트 - 새마을연수원 (폐선)
- 2-3번 : 산성동 - 수정구보건소 - 구종점 - 종합시장 - (구)성남시청 - 모란역 - 여수동 - 야탑역 - 야탑동사무소 - 상탑동 - 아파트형공장 (폐선)
- 3번 : 사기막골 - 상대원동 - 단대오거리역 - 신흥역 - 수진역 - 모란역 - 중원구청 - 하대원동 - 대원터널 - 갈현동 - 광주역리종점 (폐선)
- 3-1번 : 사기막골 - 상대원동 - 단대오거리역 - 신흥역 - (구)성남시청 - 태평역 - 모란역 - 갈현동 - 광주축협 - 경안동 - 광주보건소.공설운동장 - 밀목사거리 - 광주차고지 (대원버스가 인수)
- 3-2번 : 사기막골 - 광주 (폐선)
- 3-3번 : 모란역 - 중원구청 - 하대원동 - 상대원공단 - 이배재고개 - 목현동 - 송정동 - 광주차고지 (성남교통이 인수)
- 5번 : 사기막골 - 산성동 - 수정구보건소 - 구종점 - 종합시장 - (구)성남시청 - 수진리고개.태평고개 - 경원대학교(現, 가천대학교) - 복정사거리 - 거여동 - 마천동 (대원버스가 인수)
- 6번 : 율동공원 - 효자촌 - 시범단지 - 태원고등학교 - 매화마을 - 야탑중학교 - 모란역 - 수진리고개 - 경원대학교(現, 가천대학교) - 복정사거리 - 가락시장 - 송파 - 잠실역 (폐선)<대명운수 6번과는 무관>
- 6-1번 : 율동공원 - 효자촌 - 이매촌 - 매화마을 - 야탑중학교 - 모란역 - 수진리고개 - 경원대학교(現, 가천대학교) - 복정사거리 - 가락시장 - 송파 - 잠실역 (폐선)
- 9번 : 모란역 - 남한산성 (성남시내버스 소속 88-1번과 모란역에서 남한산성입구까지 동일하게 운행됨. 대원고속이 인수)
- 10번 : 상대원동 - 구종점 - 종합시장 - (구)성남시청 - 수진리고개 - 경원대학교 - 세곡동 - 판교 - 풍덕천 - 구성 - 신갈 - 한국민속촌 (폐선)
- 10-1번 : 상대원동 - 구종점 - 종합시장 - (구)성남시청 - 모란역 - 야탑중학교 - 장미마을 - 태원고등학교 - 효자촌 - 양지마을 - 정자동 - 미금역 - 수지지구 - 풍덕천 - 구성 - 신갈 - 한국민속촌 (폐선)
- 10-2번 : 상대원동- 한국민속촌 (폐선)
- 11번 : 상대원동 - 구종점 - 종합시장 - (구)성남시청 - 수진리고개 - 경원대학교 - 복정사거리 - 세곡동 - 고등동 - 금토통 - 옛골.청계산입구 (폐선)
- 12번 : 산성동 - 수정구청 - 태평동 - 중앙시장 - 태평역 - 모란역 - 아름마을 - 서현역 - 서현고등학교 - 중앙공원 - 양지마을 - 정자동 - 청솔마을 - 무지개마을 - 구미동 (폐선)
- 22번 : 산성동 - 신흥주공아파트 - 수정구청 - (구)성남시청 - 모란역 - 아름마을 - 이매촌 - 효자촌 - 양지마을 - 미금역 - 궁내동 - 백현동 - 운중동 (폐선)
- 33번 : 사기막골 - 신구대학 - 오복슈퍼 - 성남법원 - 구종점 - 종합시장 - 성호시장 - 공설운동장 - 모란역 - 야탑중학교 - 장미마을 - 이매촌 - 서현역 - 수내역 - 내정중학교 - 푸른마을 - 율동공원 (성남시내버스가 인수)
- 33-1번 : 산성동 - 신구대학 - 학년쇼핑 - 대원터널 - 매화마을 - 태원고등학교 - 시범단지 - 효자촌 - 중앙공원 - 양지마을 - 미금역 - 구미동 (성남시내버스가 인수)
- 33-2번 : 사기막골 - 남한산성입구 - 경기대입구 (폐선)
- 35번 : 상대원 - 하대원 - 모란 - 서현동 - 구미동 (폐선)
- 70번 : 사기막골 - 복정역 - 잠실역 - 천호역 - 군자역 - 상봉터미널 (영종여객 인수 노선, 동성교통, 경기고속, 대원버스 순으로 인수)
- 73번 : 산성동 - 상대원 - 미금역 - 수지 - 아주대학교 - 장안문 (삼성여객 부도 이후 용일여객, 용남고속, 남양여객, 경기고속과 공동 배차하던 720번으로부터 분리, 폐선. 720번은 경기고속이 최종)
- 100번 : 상대원동 - 학년쇼핑 - 중원경찰서 - 신구대학 - 단대쇼핑 - 단대오거리역 - 신흥역 - (구)성남시청 - 태평동 - 가천대학교 - 복정역 - 가락시장 - 송파 - 잠실역 (성남시내버스가 인수)
- 100-1번 : 잠실역 - 송파 - 가락시장 - 복정동 - 경원대학교 - 수진리고개 - 모란 - 갈현동 - 역동삼거리 - 양벌리 - 능골 매산리 - 한국외국어대학교 용인캠퍼스 (폐선)
- 100-2번 : 잠실역 - 복정역 - 고등동 - 판교 - 낙생고등학교 - 수지지구 - 풍덕천 - 구성 - 신갈 - 한국민속촌 (1002번으로 형간 전환 후 경희대학교 수원캠퍼스가 종점인 1001번을 분리 운행함. 이후 판교 구간을 분당 구간으로 변경 운행하다가 다시 102번으로 형간 전환)
- 100-3번 : 산성동 - 신흥주공아파트 - 수정구청 - 성남여중.현충탑 - 태평2동 - 태평3동 - 경원대학교 - 복정동 - 가락시장 - 송파 - 잠실역 (폐선)
- 100-5번 : 금광동 - 신구대학 - 단대쇼핑 - 구종점 - 종합시장 - 수진동 - 중앙시장 - 태평동 - 경원대학교 - 복정동 - 가락시장 - 송파 - 잠실역 (이후 구종점~경원대학교 구간을 100-7번 노선과 동일하게 운행하다가 폐선)
- 100-7번 : 남한산성입구 - 은행시장 - 성남법원 - 구종점 - 종합시장 - 수정구청 - 신흥주공아파트 - 복정사거리 - 가락시장 - 송파 - 잠실역 (폐선)
- 100-10번 : 상대원동 - 하대원동 - 중원구청 - 공설운동장 - 성호시장 - 수정구청- 신흥주공아파트 - 복정사거리 - 가락시장 - 송파 - 잠실역 (폐선)
- 102번 : 죽전 - 풍덕천 - 수지지구 - 미금역 - 정자역 - 수내역 - 서현역 - 아름마을 - 복정역 - 가락시장 - 송파 - 잠실역 (이후 대원버스가 인수하고 좌석형 버스로 형간 전환 후 단국대 - 건대입구역 구간으로 노선 전환)
- 111번 : 구미동 - 천호역 (폐선)
- 111-1번 : 구미동 - 잠실역 (폐선)
- 200번 : 율동공원 - 장안타운 - 이마트 - 정자동 - 양지마을 - 중앙공원 - 효자촌 - 시범단지 - 이매촌한신아파트 - 아름마을 - 야탑초등학교 - 시흥동주민센터 - 내곡동 - 양재꽃시장 - 양재역 (폐선<성남시내버스 200번과는 무관>
- 200-1번 : 율동공원 - 장안타운 - 내정중학교 - 양지마을 - 중앙공원 - 효자촌 - 시범단지 - 이매촌한신아파트 - 삼평동 - 고등동 - 세곡동 - 헌인릉 - 내곡동 - 양재꽃시장 - 양재역 - 강남역 - 강남고속터미널 (폐선)
- 202번 : 죽전 - 구미동 - 청솔마을 - 이마트 - 정자동 - 양지마을 - 분당구청 - 고속화도로 - 내곡동 - 양재꽃시장 - 양재역 (이후 2002번으로 형간 전환하고 양재역에서 강남역으로 회차지 변경)
- 220번 : 사기막골 - 남한산성입구 - 서현역 - 낙생고 (폐선)<성남시내버스 220번과는 무관>
- 300번 : 사기막골 - 남한산성입구 - 서울대공원 (폐선)<대원버스 300번과는 무관>
- 303번 : 오리역 - 이매촌 - 판교 - 인덕원 - 안양역 (삼영운수, 보영운수와 공동배차, 이후 대원고속, 대원버스, 경기고속 순으로 인수)
- 333번 : 사기막골 - 남한산성입구 - 은행시장 - 단대오거리역 - 신흥역 - 수진역 - 모란역 - 야탑역 - 이매촌한신아파트 - 서울외곽순환고속도로 - 범계역 - 안양역 (대원고속, 대원버스 순으로 인수)
- 333-1번 : 사기막골 - 범계 - 군포 (폐선)
- 502번 : 사기막골 - 곤지암 (폐선)
- 900번 : 상탑 - 강남역 (폐선)
- 990번 : 성남 - 모란 - 양재 - 남부터미널 - 고속터미널 - 노량진 - 영등포 - 신도림역 (폐선)
- 1001번 : 경희대학교 - 잠실역 (100-2번에서 분리, 경남여객, 대원버스 순으로 인계, 현 101번)
- 1111번 : 오리역 - 이매촌 - 분당수서로 - 삼성역 (동성교통과 공동 배차, 성남시내버스가 인수, 현 9407번)
- 2002번/2002-1번 : 죽전 - 강남역 (경남여객에 인계, 2002-1번으로 통합, 동백으로 연장, 경남여객에 인계, 현 8241→1241번으로 노선 변경되어 대원버스가 인수, 운행함)
- 2200번 : 사기막골 - 서현역 - 산본2동사무소 - 산본4단지
- 2300번 : 오리역 - 군포 (초기에 경기대 - 분당 - 군포 구간 운행, 경기고속이 3500번으로 재개통)